# Хабибуллин, Марат Мухаматтинович
Марат Мухаматтинович Хабибуллин (родился 6 мая 1986 года) — российский регбист, фланкер команды «Стрела».
Образование — Казанский Национальный Исследовательский Технический Университет им. А. Н. Туполева по специальности менеджмент в спорте
С 2003 по 2009 год выступал за регбийный клуб «Стрела» в регбилиг
С 2010 по 2011 год выступал за регбийный клуб «Агроуниверситет»
С 2012 по 2014 год выступал за регбийный клуб «Стрела-Агро»
В 2019 году вернулся к тренировкам вместе с возрождённой казанской «Стрелой».

## Достижения
Чемпион Высшей лиги по регби-15 в 2011 году
Серебряный призёр Высшей лиги по регби-7
Бронзовый призёр Высшей лиги по регби-15 в 2019 году

## Тренерская деятельность
С 2018 года тренер сборной студенческой команды «КГАСУ»
В 2019 году получил сертификат World Rugby «Тренерская работа по Регби, Уровень 1»